# Бехтемір-Аникіно
Бехтемі́р-Ани́кіно (рос. Бехтемир-Аникино) — селище у складі Бійського району Алтайського краю, Росія. Входить до складу Новиковської сільської ради.

## Населення
Населення — 128 осіб (2010; 166 у 2002).
Національний склад (станом на 2002 рік):
- росіяни — 87 %